# 특별재난지역
특별재난지역(特別災難地域)은 대한민국에서 자연재해나 재난으로 인해 극심한 피해가 발생한 지역에 대해 피해 수급과 복구를 위해 특별한 조치가 필요할 때 선포한다. 일반지역 피해규모 기준의 약 2.5배 이상의 대규모 재해가 발생한 경우 선포된다. 특별재난지역으로 선포되면 지방자치단체의 복구비 부담을 완화시켜 주기 위하여 국비를 추가지원해 주고 있다.